# 可莉 (原神)
可莉是米哈遊开发的动作角色扮演游戏《原神》中的一個虛構火系五星角色，於2020年10月20日随着游戏公测上线，設定為游戏虚构国家蒙德行政机构西風騎士團的“火花騎士”。可莉使用炸弹作为武器，拥有高压制力和火系段位输出，但其攻擊距離较近且玩法较为复杂。

## 形象
在游戏中，可莉是蒙德西風騎士團的“火花騎士”，其父母因前往冒险而將她托付給西風騎士團作为其临时监护人，可莉的母亲艾丽丝教会了可莉制作炸弹，她也因擅长使用炸弹而被戏称为“蒙德最强战力”。可莉喜欢用炸彈炸鱼，但也因此经常被西风骑士团代理团长琴关禁闭。
《原神》在3.8版本「清夏！樂園？大秘境！」中推出了可莉的新衣装“琪花星烛”，包括一頂魔女帽和點綴著各式華麗蝴蝶結的衣服，更換服裝時可莉還會向玩家詢問能不能幫忙看看蝴蝶結有沒有歪掉。

## 玩法
玩家可以通过祈愿对应up池的方式获得可莉。可莉拥有火元素神之眼，普通攻击和重击均可造成火元素范围伤害。相对于单手剑，爆破攻击能击破岩元素护甲或提升采集矿物的效率。她投擲的各種炸彈可以在一定範圍內造成大量傷害。
可莉的元素战技「蹦蹦炸弹」可连续弹跳三次，分别造成3段伤害。最后爆炸分裂成许多小型炸弹“诡雷”，魔物接触或一定时间可使其爆炸，造成一定伤害，该技能最多装填兩发。可以通过琴等角色的元素战技吸引诡雷造成伤害。同时在释放蹦蹦炸弹后，可莉可以通过蹦蹦炸弹进行下落攻击，提升所造成的伤害，而元素爆发「轰轰火花」則會造成强力的火元素范围伤害，拥有较高的攻击频率。

## 反響與評價

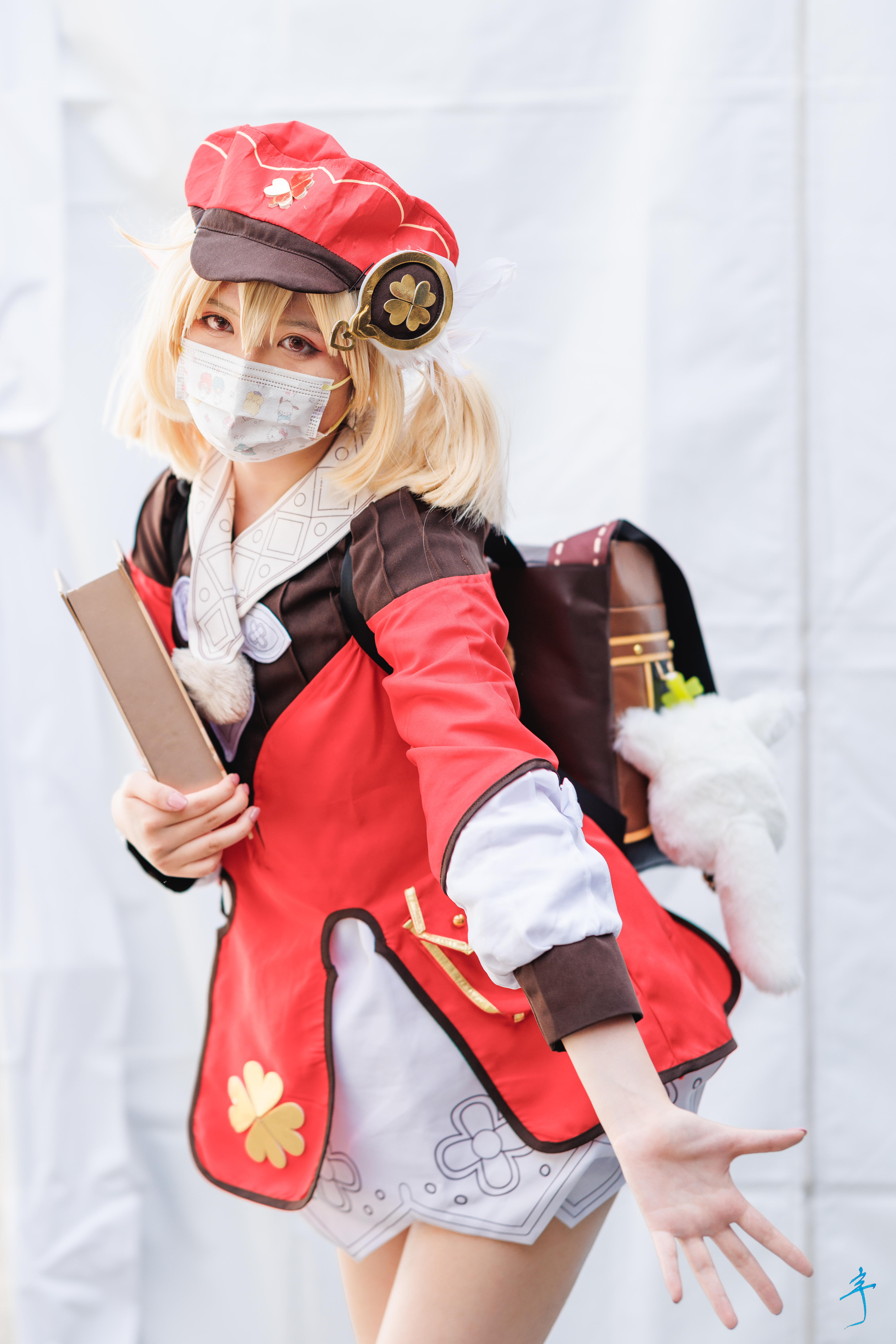
可莉的角色扮演者

可莉的首發活動於2020年10月20日開始，米哈游为其制作了3部宣传视频，分别演示了可莉的角色设定、人物展示、技能介绍等，可莉的介绍视频在YouTube有100万的播放量和6,300条评论，在推特上也有9,000個以上的点赞。2022年9月一款名为“AR Klee”的可莉跳舞AR滤镜风靡TikTok，截至25日相关视频已達26万余条，模型演示视频就有超640万次观看。
游戏日报评价可莉拥有《原神》角色中最高的压制力和火系段位输出，但作为一个远程角色攻击距离过近，且可莉的炸弹经常会把敌人炸飞。同時可莉的玩法包括一些複雜的機制，批評意見認為可莉的角色操作玩法使得玩家需要了解角色動作動畫取消的機制來最大化傷害。

## 聯動與事件
2022年1月18日，《原神》与高德地图联动推出可莉导航语音包，由可莉的中文配音演员花玲录制，植入了可莉的“哒哒哒”、“一起去玩吧”等台词。同年小米与《原神》联动推出了紅米可莉联名款耳机、定制礼盒、定制书包、定制手机音效等。
2021年8月8日，一網民將惡搞的可莉圖片發表於百度貼吧的明日方舟吧中，引發了原神玩家和明日方舟玩家的衝突。